# Drahasîmiv, Sneatîn
Drahasîmiv (în ucraineană Драгасимів) este un sat în comuna Kneaje din raionul Sneatîn, regiunea Ivano-Frankivsk, Ucraina.

## Demografie
Componența lingvistică a localității Drahasîmiv
     Ucraineană (99,82%)
Conform recensământului din 2001, majoritatea populației localității Drahasîmiv era vorbitoare de ucraineană (99,82%), existând în minoritate și vorbitori de alte limbi.